# Madame Jules Gravereaux
'Madame Jules Gravereaux' est un cultivar de rosier obtenu en 1900 par la maison luxembourgeoise Soupert & Notting. Il rend hommage à l'épouse de Jules Gravereaux, fondateur de la roseraie de L'Haÿ-les-Roses, née Laure Thuillier. Il est issu d'un croisement 'Rêve d'Or' (Ducher, 1869) × 'Viscountess Folkestone' (Bennett, 1886).

## Description
Ce rosier thé présente un buisson rond vigoureux voire sarmenteux (il atteint alors 300 cm) au feuillage vert clair brillant et aux très grandes fleurs jaune chamois au cœur rose pêche. Le revers de leurs pétales est plus clair. Elles sont odorantes et pleines, mais craignent la pluie. Il faut ôter les fleurs fanées pour assurer une bonne floraison.
Cette variété, toujours présente dans les catalogues, est parfaite pour habiller un mur. Elle est toujours prisée pour ses grandes roses turbinées et doubles et son parfum délicat.  
On peut l'admirer à l'Europa-Rosarium de Sangerhausen.